# 曼满水库
曼满水库是中国云南省西双版纳傣族自治州勐海县境内的一座水库，位于南养河上，建于1970年。水库集雨面积为47平方千米。